# Stylidium glanduliferum
Stylidium glanduliferum är en tvåhjärtbladig växtart som beskrevs av Spencer Le Marchant Moore. Stylidium glanduliferum ingår i släktet Stylidium och familjen Stylidiaceae. Inga underarter finns listade i Catalogue of Life.